# Yūichi Yōda
Yūichi Yōda (jap. 要田 勇一, Yōda Yūichi; * 25. Juni 1977 in der Präfektur Hyōgo) ist ein ehemaliger japanischer Fußballspieler.

## Karriere
Yōda erlernte das Fußballspielen in der Schulmannschaft der Kobe International University High School. Seinen ersten Vertrag unterschrieb er 1996 bei den Vissel Kobe. Der Verein spielte in der höchsten Liga des Landes, der J1 League. Für den Verein absolvierte er zwei Erstligaspiele. 2000 wechselte er zum Drittligisten Yokohama FC. 2000 wurde er mit dem Verein Meister der Japan Football League und stieg in die J2 League auf. Für den Verein absolvierte er 22 Spiele. Danach spielte er bei den Shizuoka FC, Central Kobe und Fernando de la Mora. 2004 wechselte er zum Erstligisten JEF United Ichihara (heute: JEF United Chiba). 2005 und 2006 gewann er mit dem Verein den J.League Cup. Für den Verein absolvierte er 23 Erstligaspiele. 2007 wechselte er zu AC Nagano Parceiro. Für den Verein absolvierte er 41 Erstligaspiele. Ende 2010 beendete er seine Karriere als Fußballspieler.

## Erfolge
JEF United Chiba
- J.League Cup

Sieger: 2005, 2006